# Chuck Nicholson
Chuck Nicholson, né le 8 novembre 1944 à Lincoln, est un pilote automobile anglais, de compétitions sur circuits pour voitures de sport tourisme, durant les années 1980. 

## Biographie
Il exerce son activité au volant entre 1979 et 1987, le plus souvent au sein du TWR Jaguar Racing with Motul, comme pilote officiel Jaguar.
Il remporte à deux reprises consécutives le RAC Tourist Trophy en 1981 et 1982 avec son compatriote Tom Walkinshaw, au volant d'une Mazda RX-7 puis d'une BMW 635 Csi sur le circuit de Silverstone. Il compte également à son actif les Grand Prix de Brno (ainsi qu'en 1983), du Nürburgring et l'ETCC Zolder en 1982 avec Walkinshaw pour Jaguar. En 1983 les deux hommes remportent encore les 500 kilomètres de Pergusa, et de Salzbourg (Nicholson y récidivant la saison suivante). En 1984 Nicholson est désormais associé à Win Percy, pour gagner notamment lors des 500 kilomètres de Donington.
Il termine quatrième du championnat d'Europe FIA des voitures de tourisme en 1982, sur la Jaguar XJS avec son équipe TWR, qui lui permit l'obtention de toutes ses victoires en ETCC.
Il cesse la compétition en 1991, après deux saisons passées en Championnat britannique des voitures de tourisme (BTCC).